# Computerfysik
Computerfysik (engelsk: computational physics) er den gren af fysikken, der løser problemstillinger ved hjælp af computersimulationer og numeriske beregninger. Historisk set var computerfysik en af de første anvendelser af moderne computere inden for naturvidenskab, og den hører i dag under computational science. Af nogle bliver computerfysik anset for at være en del af den teoretiske fysik, mens andre mener, at computerfysik er en selvstændig kategori.

## Overblik
I teoretisk fysik opstilles matematiske modeller, der kan løses for at give meget præcise forudsigelser omkring et fysisk system. Desværre er disse modeller ofte meget svære eller umulige at løse eksakt, hvorfor numeriske tilnærmelser kan være nødvendige. Det er disse problemer, som computerfysik beskæftiger sig med. En algoritme opstilles med simple matematiske operationer, som computeren foretager. Resultatet er en approksimativ løsning samt en tilhørende fejl.